# 61402 Franciseveritt
61402 Franciseveritt este un asteroid din centura principală de asteroizi.

## Descriere
61402 Franciseveritt este un asteroid din centura principală de asteroizi. A fost descoperit pe 25 august 2000 la Gnosca de Stefano Sposetti. Asteroidul prezintă o orbită caracterizată de o semiaxă mare de 2,53 ua, o excentricitate de 0,17 și o înclinație de 1,9° în raport cu ecliptica.